# Italochrysa
Italochrysa är ett släkte av insekter. Italochrysa ingår i familjen guldögonsländor.

## Bildgalleri

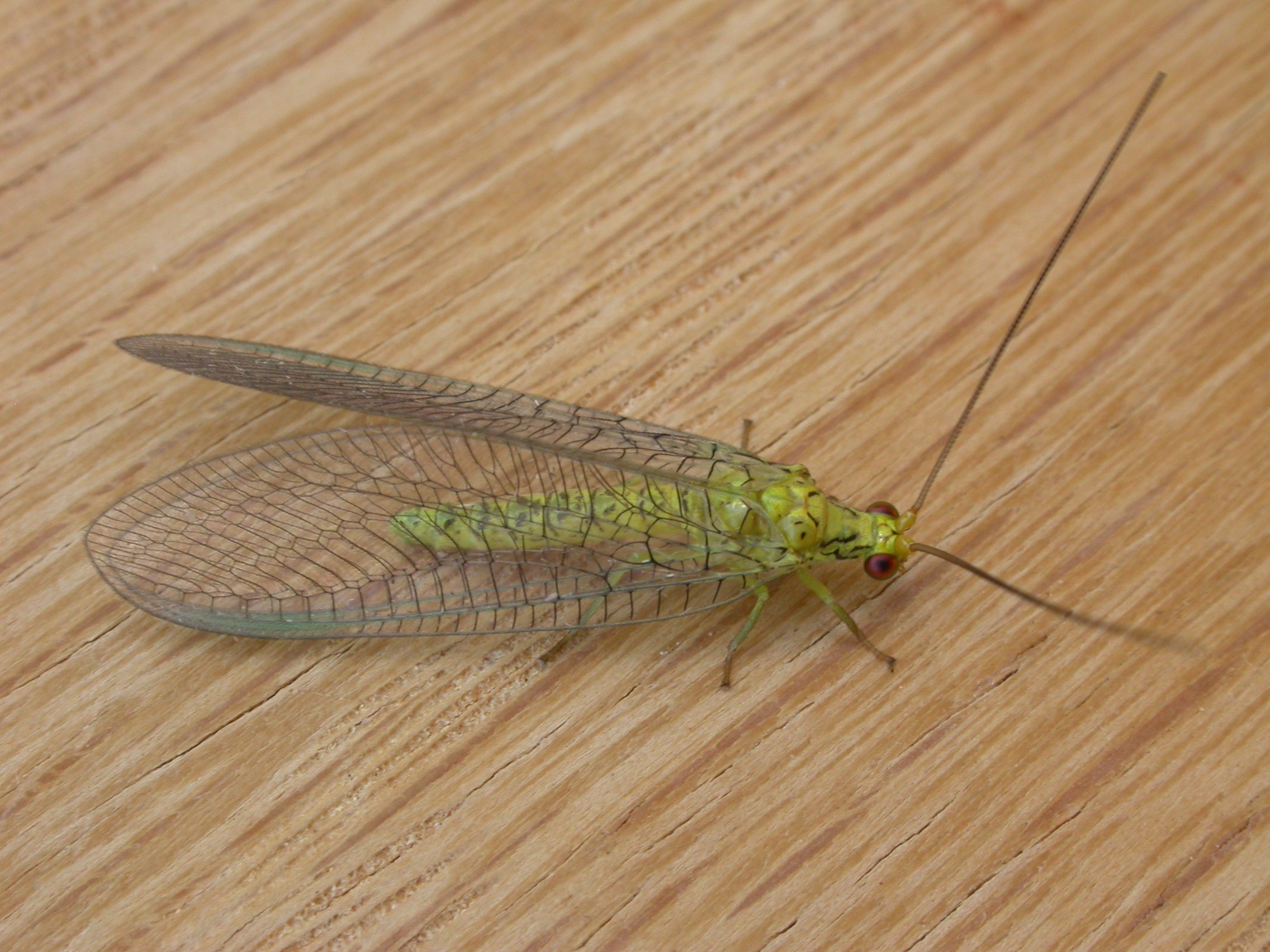
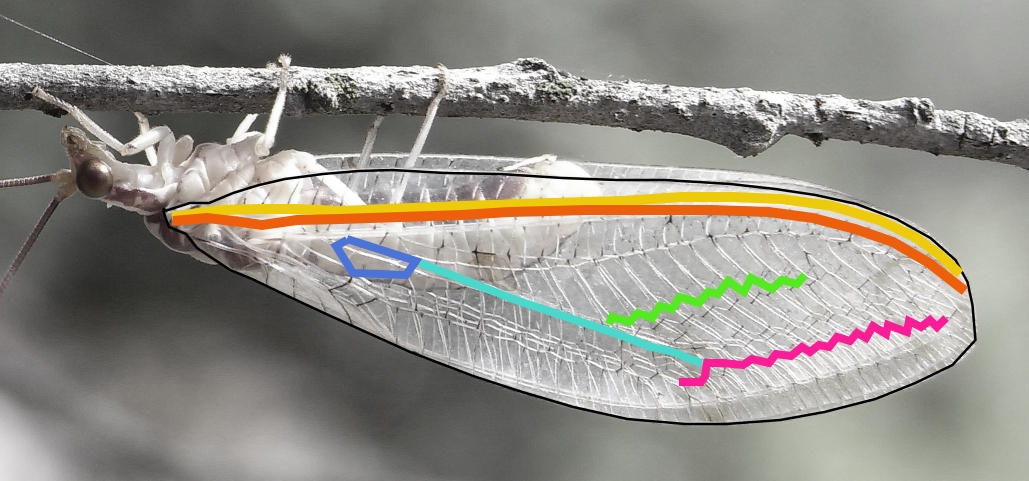
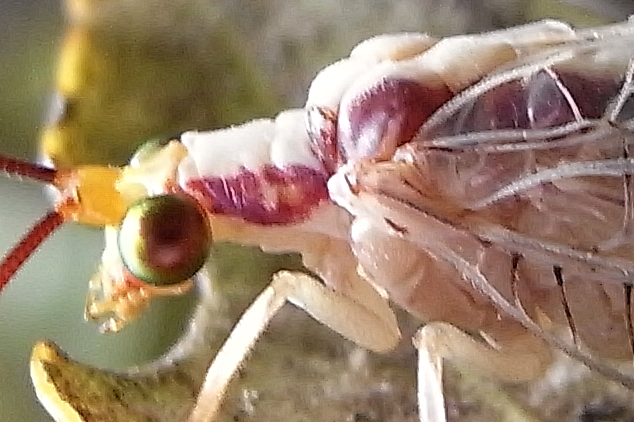
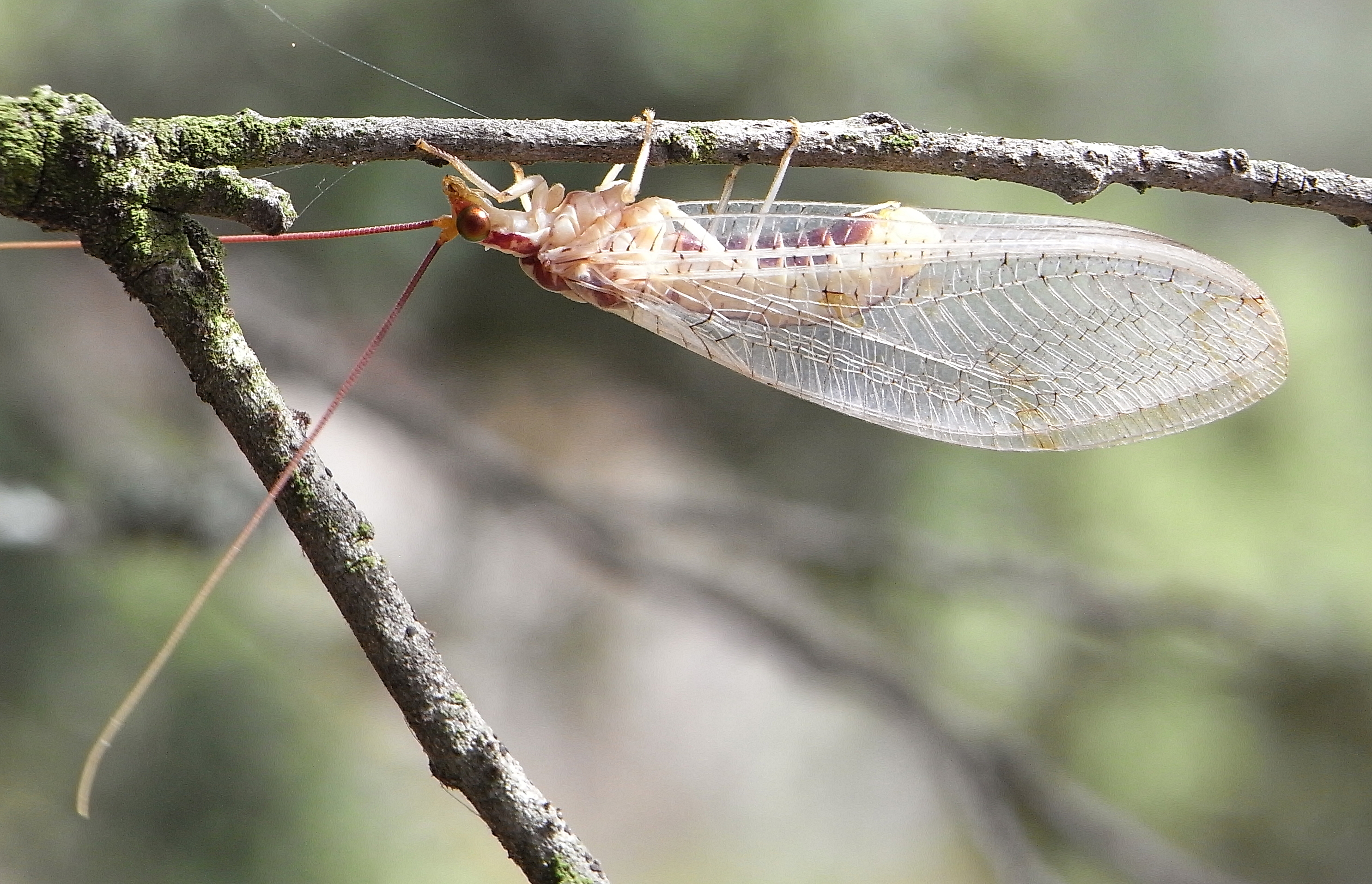

## Dottertaxa tillItalochrysa, i alfabetisk ordning[1]
- Italochrysa aequalis
- Italochrysa albescens
- Italochrysa ampla
- Italochrysa amplipennis
- Italochrysa asirensis
- Italochrysa banksi
- Italochrysa bimaculata
- Italochrysa boueti
- Italochrysa brevicornis
- Italochrysa burgeoni
- Italochrysa carletoni
- Italochrysa chloromelas
- Italochrysa clara
- Italochrysa conflexa
- Italochrysa conspicua
- Italochrysa cuneata
- Italochrysa deqenana
- Italochrysa everetti
- Italochrysa exilis
- Italochrysa facialis
- Italochrysa falcata
- Italochrysa ferruginea
- Italochrysa flavobrunnea
- Italochrysa froggatti
- Italochrysa fulvicornis
- Italochrysa furcata
- Italochrysa gagginoi
- Italochrysa gigantea
- Italochrysa gillavryi
- Italochrysa guérini
- Italochrysa henryi
- Italochrysa illustris
- Italochrysa impar
- Italochrysa insignis
- Italochrysa italica
- Italochrysa japonica
- Italochrysa jubilaris
- Italochrysa lata
- Italochrysa lefroyi
- Italochrysa limbata
- Italochrysa lobini
- Italochrysa longlingana
- Italochrysa luddemanni
- Italochrysa ludekingi
- Italochrysa ludingana
- Italochrysa lyrata
- Italochrysa maclachlani
- Italochrysa madagassa
- Italochrysa megista
- Italochrysa modesta
- Italochrysa mozambica
- Italochrysa nanpingana
- Italochrysa necopinata
- Italochrysa neobritannica
- Italochrysa nevrodes
- Italochrysa nigrinervis
- Italochrysa nigrovenosa
- Italochrysa nobilis
- Italochrysa nossibensis
- Italochrysa oberthuri
- Italochrysa okavangoensis
- Italochrysa orientalis
- Italochrysa pallicornis
- Italochrysa pardalina
- Italochrysa peringueyi
- Italochrysa pittawayi
- Italochrysa punctistigma
- Italochrysa robusta
- Italochrysa rufostigma
- Italochrysa rugosa
- Italochrysa sectoria
- Italochrysa serrata
- Italochrysa sichuanica
- Italochrysa similis
- Italochrysa simplex
- Italochrysa sinuolata
- Italochrysa soror
- Italochrysa stigmalis
- Italochrysa stigmatica
- Italochrysa stitzi
- Italochrysa talaverae
- Italochrysa temerata
- Italochrysa tibialis
- Italochrysa turneri
- Italochrysa uchidae
- Italochrysa una
- Italochrysa uncata
- Italochrysa vansoni
- Italochrysa variegata
- Italochrysa vartianorum
- Italochrysa wulingshana
- Italochrysa wuyishana
- Italochrysa yongshengana
- Italochrysa yunnanica
- Italochrysa zulu